# 밀라노 지하철 1호선
밀라노 지하철 1호선(이탈리아어: Linea Uno)은 이탈리아 밀라노에서 처음으로 지어진 지하철이다. 밀라노 지하철의 노선 중 하나로 ATM이 운영한다. 1호선 공사는 1957년부터 시작되었고 1964년 11월 1일에는 세스토 마렐리 역에서부터 로토 역까지 이어지는 첫 번째 구간이 개통되었다. 이 노선은 붉은색 표시로 구별되기 때문에 붉은색 선(이탈리아어: Linea Rossa)이라고도 불린다. 이 노선밖에 지어지지 않았던 기간 동안에 밀라노 지하철 로고에 이 노선의 붉은색이 들어갔으며, 현재까지도 밀라노 지하철의 로고에 붉은색이 사용되고 있다.

## 경로

밀라노 지하철 1호선 노선도

1호선은 세스토산조반니의 북부 교외에서 시작하여 밀라노 도심까지 이어진 뒤, 서부 지역으로 이어지는 두 개의 서로 다른 지선으로 나뉘는데, 바로 로로 향하는 북서쪽 지선과 비스첼리에로 향하는 서쪽 지선이다. 총 길이는 27km이며 38개의 지하 역이 운영되고 있다.
이 노선이 지나가는 주요 지역으로는 밀라노의 중심으로 여겨지는 두오모, 카스텔로 스포르체스코 (카이롤리 역 위치), 밀라노는 물론 이탈리아 내에서 가장 붐비는 역 중 하나인 카도르나 역, 주요 쇼핑 거리인 코르소 부에노스 아이레스 (포르타 베네치아, 리마, 로레토 역 위치), 세계에서 가장 넓은 박람회장 중 하나인 로 피에라가 있다.

## 역사
1952년 7월 3일, 시 행정부는 투표를 통해 지하철 계획을 승인했고 1955년 10월 6일에는 새로운 도시 기반 시설의 건설을 전담할 새로운 회사인 '메트로폴리타나 밀라네세' (Metropolitana Milanese)가 설립되었다. 이 계획에는 시 예산 5억 이탈리아 리라가 들어갔고, 나머지는 대출을 통해 마련했다. 첫 번째 노선의 공사는 1954년 5월 4일 몬테 로사 대로 (viale Monte Rosa)에서 시작되었다. 새로운 노선의 역 설계는 프란코 알비니와 프란카 헬그 건축 사무소가 맡았고 안내표지판은 보브 노르다가 디자인했다.
초기의 역 설계안에는 역사에 중2층 (1층과 2층 사이에 있는 층)이 없었다. 그러나 최종 설계안에는 승객들이 중2층을 통해 거리를 가로지르도록 하고 승차권 회수용 개찰구를 사용하도록 하기 위해 중2층이 포함되었다.
1964년 11월 1일 '로토' - '세스토 마렐리' 구간이 7년간의 공사 작업 끝에 개통되었다.

## 운행 차량
1호선에서 운행되는 열차에는 3종류가 있다. 원래 있던 첫번째 시리즈 차량, 첫번째 차종을 개조한 차량, 새롭게 제작된 두번째 시리즈인 안살도브레다 메네기노 차량이다. 궤간은 1435 mm (4 ft 8½ in) 표준궤이며, 전체 구간이 제3궤조 또는 제4궤조 750V 중 하나로 전철화되어있다.
1호선에서 운행되는 63차량 중 20차량은 1964년 (1호선 개통년도)에서 1970년 사이 투입된 열차들이다. 이 열차들은 향후 몇 년 내에 메네기노 차종으로 새롭게 대체될 계획이다. 현재 메네기노 차종은 17차량이 있는데 모두 2012년 3월부터 운행을 시작했다.

## 연장
몬차 시 방향의 '세스토 1° 마조' - '몬차 베톨라' 구간이 현재 공사 중에 있다. 밀라노 엑스포가 개최되기 전 2015년에 완공될 것으로 예상된다. 이 새로운 구간은 1.9 km 길이이며 두 개의 역 ('세스토 레스텔로네'와 '몬차 베톨라')이 만들어지며, 완전한 지하 구간이 될 예정이다. 총 공사 비용은 2억 600만 유로이다.

## 갤러리

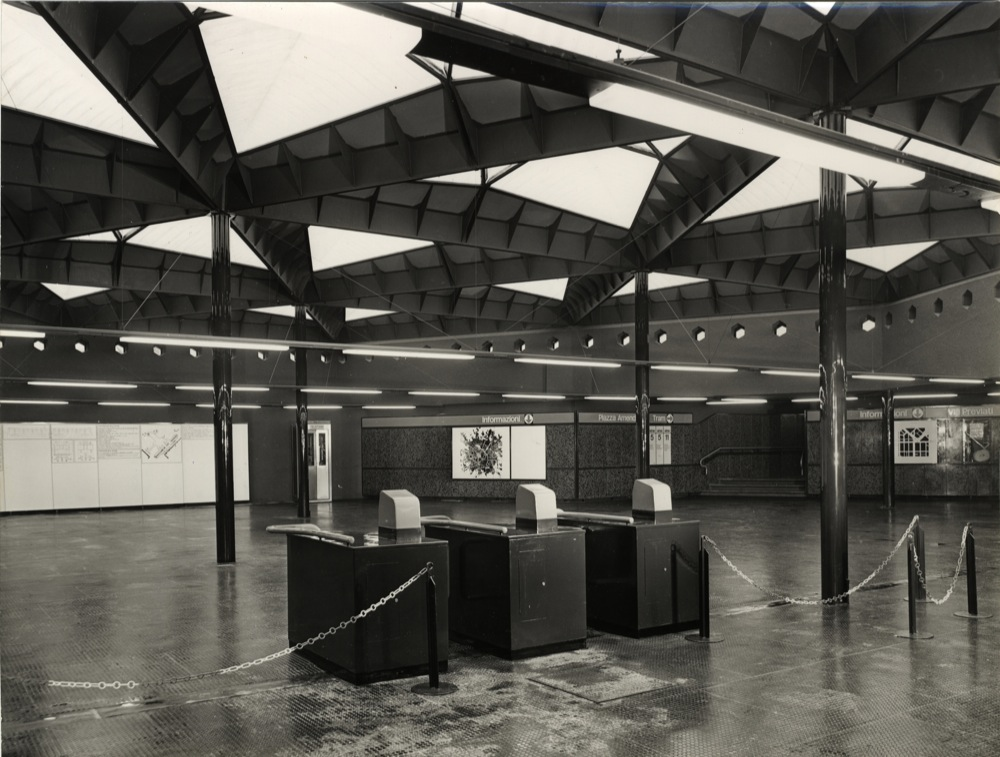
1964년 개통되기 직전에 촬영한 아멘돌라 역의 중2층
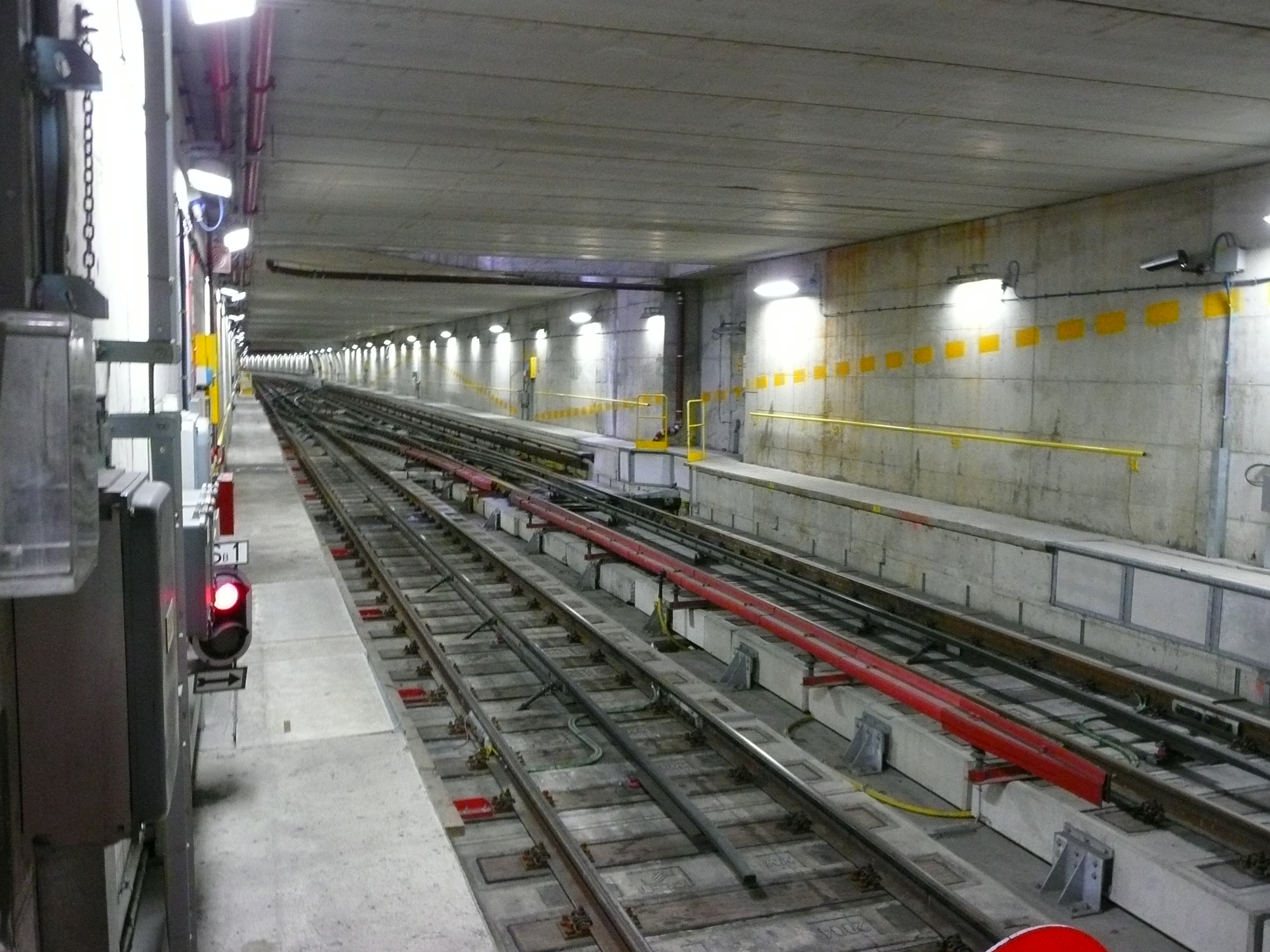
전류 공급 방식을 보여주는 M1선의 터널
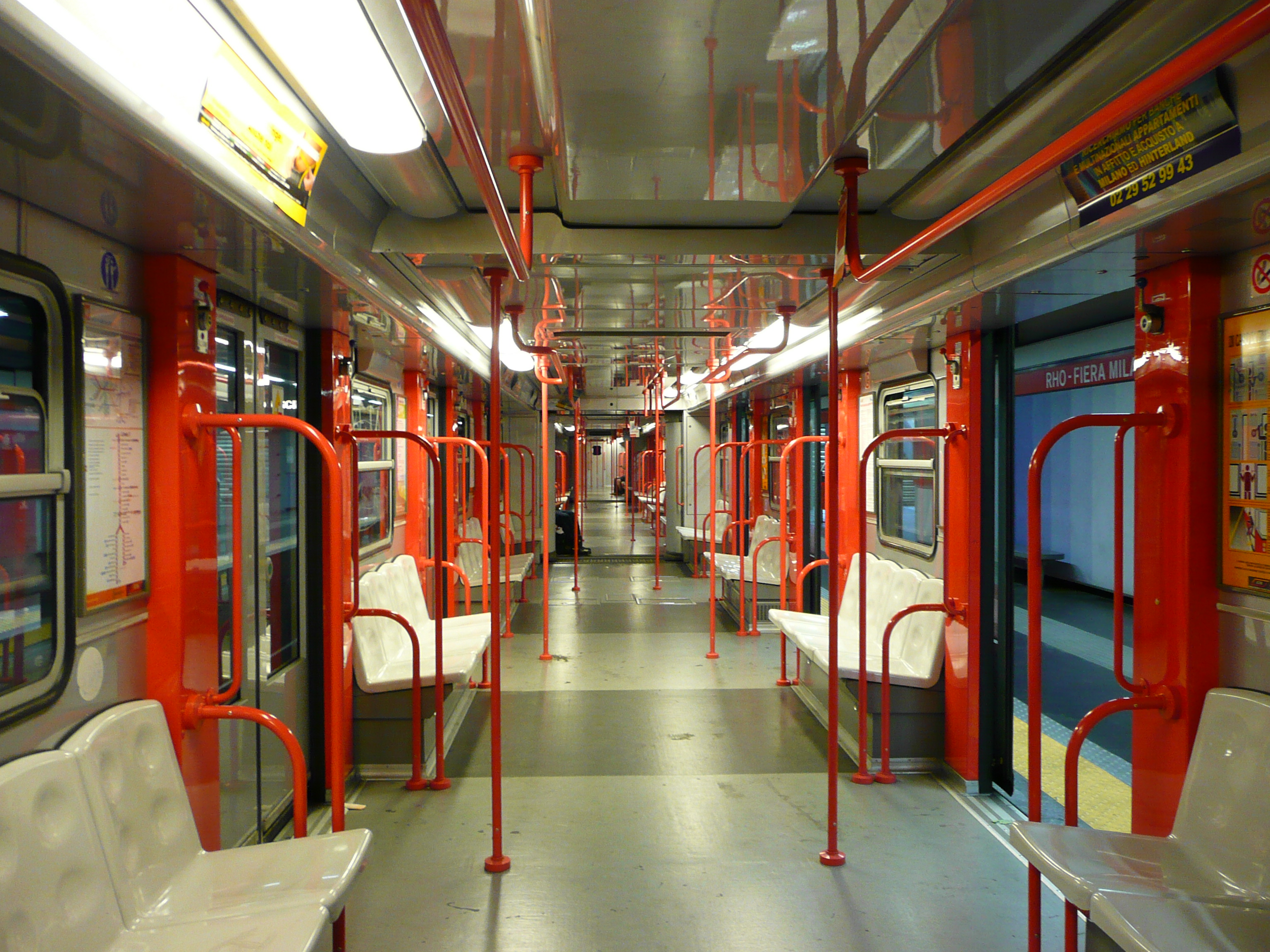
완전히 개조된 챠량 내부 모습